# Unity (skrivebordsmiljø)
 For alternative betydninger, se Unity. (Se også artikler, som begynder med Unity)
Unity er en grafisk brugergrænseflade til GNOME-skrivebordsmiljøet udviklet til Ubuntu af Canonical Ltd. Unity debuterede i netbook-udgaven af Ubuntu 10.10. Det er designet til at gøre mere effektiv brug af plads på små skærme. Unity er en del af Ayatana-projektet, et projekt hvis mål er at forbedre brugeroplevelsen i Ubuntu.